# Lophuromys roseveari
Lophuromys roseveari is een knaagdier uit het geslacht Lophuromys dat voorkomt op 1000 tot 3100 m hoogte op Mount Cameroon in Kameroen. Deze soort behoort tot het ondergeslacht Lophuromys en is daarbinnen verwant aan Lophuromys sikapusi. Deze soort is genoemd naar D.R. Rosevear voor zijn inzicht in de West- en Midden-Afrikaanse zoogdieren.
L. roseveari behoort tot de niet gevlekte soorten van Lophuromys met een korte staart en is te herkennen aan de smalle, slanke schedel, grote bullae, grote oren en zachte, lange vacht (de haren op de rug zijn zo'n 15 mm lang). De totale lengte bedraagt 164 tot 219 mm, de kop-romplengte 104 tot 141 mm, de staartlengte 50 tot 78 mm, de achtervoetlengte 20,0 tot 25,1 mm, de oorlengte 16 tot 21 mm en het gewicht 49 tot 88 g.